# Nhà hát Animacji ở Poznań

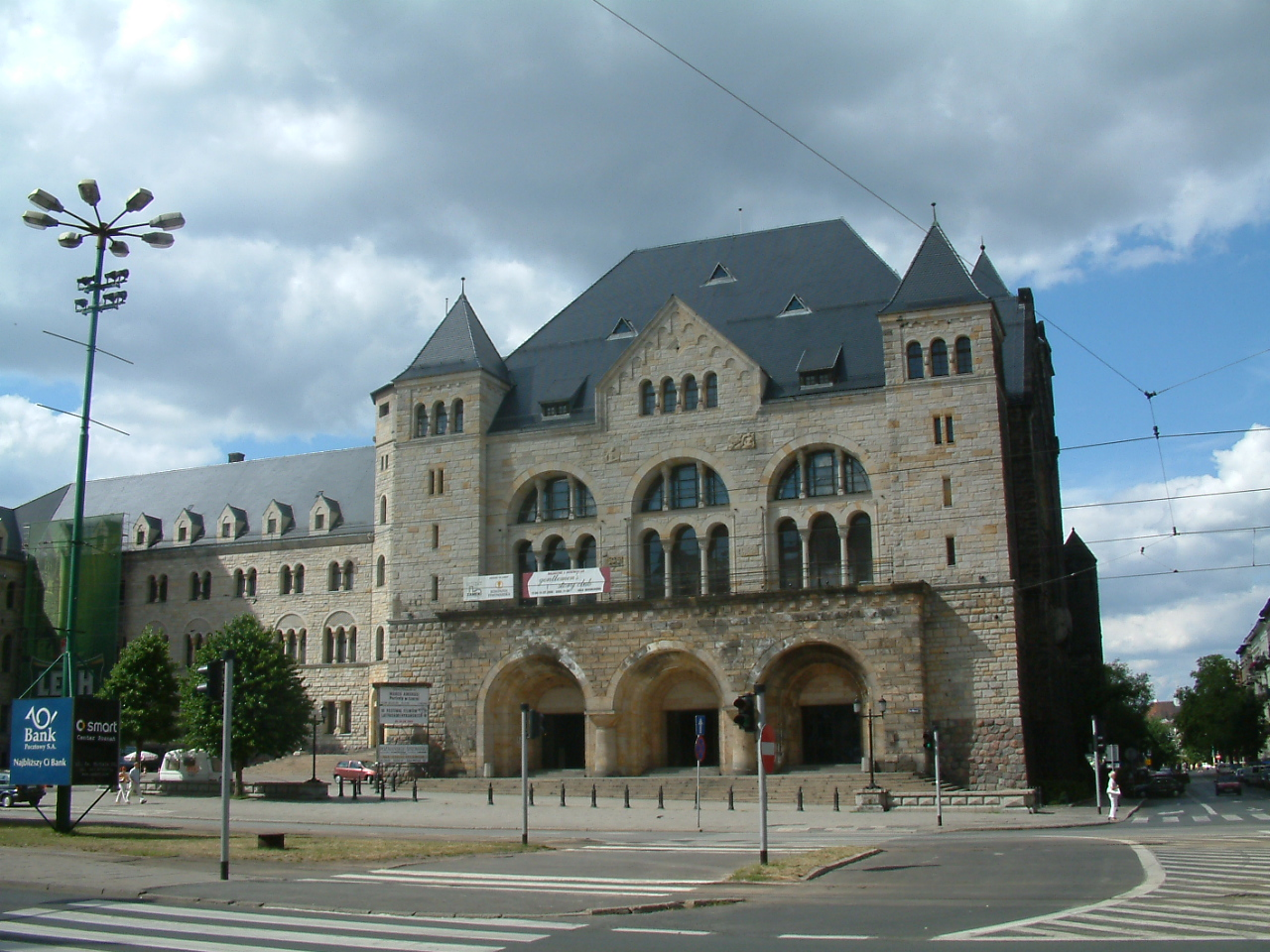
Nhà hát Animacji ở Poznań (2005)

Nhà hát Animacji ở Poznań (tiếng Ba Lan: Teatr Animacji w Poznaniu) là một trong những nhà hát múa rối lâu đời nhất ở Ba Lan, tọa lạc tại số 80/82 Phố Święty Marcin, 61-892 Poznań, Ba Lan. Nhà hát được nữ diễn viên Halina Lubicz thành lập vào năm 1945. Hiện nay, Tiến sĩ Piotr Klimek đảm nhận vị trí giám đốc nhà hát (từ năm 2017).

## Tiết mục
Các tiết mục của Nhà hát Animacji ở Poznań vô cùng phong phú và hấp dẫn, hướng tới mọi đối tượng: từ khán giả nhỏ tuổi, thanh thiếu niên, người lớn, gia đình ở Poznań cho đến những khán giả là du khách nước ngoài yêu nghệ thuật. Trong đó, các buổi biểu diễn luôn được đánh giá cao bởi cả công chúng và giới phê bình. Điều này được thể hiện rõ qua những chuyến lưu diễn của Nhà hát ở hàng chục quốc gia trên thế giới cùng nhiều giải thưởng danh giá tại các liên hoan quốc tế.

## Sự kiện
Từ năm 2003, mỗi hai năm một lần,  Nhà hát Animacji ở Poznań là đơn vị tổ chức Liên hoan Nghệ thuật Đương đại Quốc tế KON-TEKSTY dành cho thiếu nhi và thanh thiếu niên.

## Diễn viên
- Marta Berthold
- Mateusz Barta
- Lech Chojnacki
- Marcin Chomicki
- Marek A. Cyris
- Magdalena Dehr
- Julianna Dorosz
- Krzysztof Dutkiewicz
- Marcin Ryl-Krystianowski
- Sylwia Zajkowska
- Piotr Grabowski
- Igor Fijałkowski
- Marcel Górnicki
- Sylwia Koronczewska-Cyris
- Danuta Rej
- Malina Prześluga
- Artur Romański
- Mariola Ryl-Krystianowska
- Aleksandra Leszczyńska